# Tatarowce
Tatarowce – wieś w Polsce położona w województwie podlaskim, w powiecie białostockim, w gminie Zabłudów.

## Historia
Wieś magnacka hrabstwa zabłudowskiego położona była w końcu XVIII wieku  w powiecie grodzieńskim województwa trockiego.
Według Pierwszego Powszechnego Spisu Ludności z 1921 r. wieś Tatarowce liczyła 19 domostw i zamieszkiwana była przez 105 osób (49 kobiet i 56 mężczyzn). Miejscowość posiadała wówczas charakter dwuwyznaniowy. Nieznaczna większość jej mieszkańców, w liczbie 62-óch osób, podała wyznanie rzymskokatolickie, pozostałe 43 osoby zadeklarowały wyznanie prawosławne. Podział religijny mieszkańców wsi pokrywał się z ich strukturą narodowo-etniczną, bowiem polską tożsamość narodową, podobnie jak wyznanie rzymskokatolickie, podały 62 osoby. Natomiast pozostałych 43-ech mieszkańców miejscowości zgłosiło białoruską przynależność narodową.
W latach 1975–1998 miejscowość administracyjnie należała do województwa białostockiego.

## Inne
Wieś zachowała charakter dwuwyznaniowy do czasów obecnych. Rzymskokatoliccy mieszkańcy wsi należą do parafii św. Apostołów Piotra i Pawła w niedalekim Zabłudowie, zaś prawosławni do parafii Zaśnięcia Najświętszej Maryi Panny również znajdującej się w Zabłudowie.
Z okolic Tatarowiec wypływa rzeka Płoska.